# Отрицание Холокоста в Польше
Отрицание Холокоста в Польше — преуменьшение либо отрицание сущности Холокоста в том виде, в котором его описывает общепринятая историография.
Явление отрицания Холокоста в Польше чаще всего представлено «уклончивым отрицанием» — в основном вина за польские преступления против евреев перекладывается на немцев, либо же на самих евреев. Подобное связано с чрезмерным чувством патриотизма и образом поляков как главных жертв Второй мировой войны.
Движение «отрицателей» берёт своё начало в середине 1990-х годов, через 10 лет после возрождения антисемитских движений. Поначалу идеи отрицателей озвучивались представителями маргинальных слоёв общества и экстремистами, а затем подобные мысли были подхвачены и в академических правых кругах. Большое влияние на развитие роста или популярности отрицания в Польше оказали ультраправая партия «Национальное возрождение Польши», которая начала публиковать первые произведения ревизионистского толка, профессор Дариуш Ратайчак, который был уволен из-за своей публикации, но многократно публиковался из-за неё в новостях и выступил на радио, а также британский писатель Дэвид Ирвинг, чьи ревизионистские работы неоднократно переводились на польский и другие языки.
В Польше, как и в ряде европейских государств, существует закон, запрещающий отрицание Холокоста. В 1998 году правительство Польши приняло «Закон об Институте национальной памяти и комиссии по преследованию преступлений против польской нации». Этот законодательный акт предписывает сбор данных о преступлениях, совершённых в Польше в период нацистской оккупации и коммунистического режима. Также он включает положения о различных формах отрицания и искажения фактов истории Холокоста.

## Сущность ревизионизма и отрицания в Польше
В Польше, как и во всех странах Восточной Европы, существует несколько форм отрицания и ревизионизма. Историк Михаэль Шафир определяет три формы отрицания: «прямое», «уклончивое» и «избирательное». В то время как прямое отрицание отвергает саму историческую правдивость Холокоста, феномен уклончивого отрицания фокусируется на исторических врагах или национальных меньшинствах. Здесь отрицатели могут перекладывать вину на других, а также использовать позитивную самопрезентацию, тривиализацию и смягчение серьёзности собственного негативного поведения, а также оправдание геноцида. Отрицатели Холокоста часто перекладывают вину на самих евреев — например, обвиняя их в лояльности коммунистическим режимам. Наиболее распространённым типом отрицания Холокоста в Восточной Европе является избирательное отрицание. Его сторонники не отрицают, что Холокост имел место где-то ещё, но исключают любое участие представителей своей собственной нации или серьёзно сводят его к минимуму. В Польше отрицание чаще всего представлено «уклончивым отрицанием» — в основном вина за польские преступления против евреев перекладывается на немцев, либо же на самих евреев. Дебора Липштадт называет «жёсткое» и «мягкое» отрицание Холокоста. Жёсткое отрицание опровергает само существование Холокоста. Мягкое отрицание включает в себя все виды минимизации и тривиализации, и его сложнее распознать и противодействовать ему.
Чтобы понять, как различные типы отрицания Холокоста нашли корни в Польше, необходимо изучить их историческую основу и то, как в ней формировалась коллективная память. В Польше, как отмечает социолог Джоанна Михлич, коллективная память о Второй мировой войне включает в себя широкий спектр сложных вопросов. В этом контексте она отмечает, что «среди всех тёмных сторон военного прошлого Польши польско-еврейские отношения кажутся наиболее трудными для обработки в польской коллективной памяти. Образ поляков как главных жертв нацизма до сих пор глубоко укоренился и широко распространён в польской национальной памяти и продолжает доминировать в польском обществе. Во времена коммунизма евреи не считались группой, которая больше всего пострадала во время Второй мировой войны — мнение, которое до сих пор можно встретить в польском общественном дискурсе. Принято считать, что большинство поляков помогали евреям во время войны». Здесь Джоанна ссылается на свой опыт работы гидом в Музее истории польских евреев, где вследствие своих наблюдений подмечает то, что самой чувствительной частью галереи Холокоста является часть с композициями, где показано различное отношение поляков-неевреев к судьбе польских евреев — от враждебности и пассивности до спасательных операций. Также она подмечает, что некоторые посетители интересуются, почему тема Праведников народа мира в галерее не столь сильно развита, несмотря на то, что в Польше самое большое количество Праведников народов мира. По их мнению, требуется сильнее подчеркнуть польскую помощь евреям.
Поляки во Второй мировой войне были одновременно и жертвами, и «свидетелями». Первое глубоко укоренилось в коллективной памяти; последнее часто встречается с непринятием. Немецкий историк Михаэль Штайнлауф подмечал, что коммунистическое наследие игнорирования еврейского аспекта Холокоста означало, что на протяжении десятилетий его смысл «стал польской виктимизацией Холокоста». Кроме того, виктимизация в польском сообществе, возможно, более выражена, чем где-либо ещё, что, несомненно, отражает объективные исторические факты. Когда в 1987 году профессор литературы Ян Блоньский впервые призвал своих соотечественников «перестать защищаться, ссылаясь на невиновность» в отношении Холокоста и «принять нашу ответственность», его слова, как и ожидалось, встретили резкую реакцию. Ведь было непросто разрушить миф, который превратил подлинную польскую терпимость к евреям в XVI и XVII веках в миф, утверждающий, что «эта традиция продолжалась непрерывно на протяжении веков». «Мы приветствовали евреев в нашем доме, но заставили их жить в подвале», — писал Блоньский, добавляя (намекая на эмансипацию), что «когда они попытались войти в гостиную, мы пообещали, что впустим их при условии, что они перестанут быть евреями, или „станут цивилизованным“, как это говорили в Польше XIX века, но, конечно, не только в Польше». Однако «когда некоторые евреи выразили готовность последовать этому совету, мы заговорили о еврейском вторжении». Затем случился Холокост, когда «мы потеряли свой дом, и оккупанты начали убивать евреев на их территории. Многие ли из нас решили, что это не наше дело? Были и такие (преступников не учитываю), кто втайне радовался, что Гитлер решил за нас „еврейскую проблему“». Означает ли это, спросил Блоньский, «соучастие в геноциде?». По его мнению, окончательный ответ был отрицательным. «Зачем тогда говорить о геноциде? О соучастии? Мой ответ таков: участие и соучастие — это не одно и то же. Человек может быть признан виновным, даже не принимая непосредственного участия в преступлении».
Статья Блоньского стала вехой в эволюции как польско-еврейских отношений, так и отношения поляков к Холокосту. Как отметил польский историк Дариуш Стола, к 1990-м годам дебаты по Холокосту в Польше превратились скорее в польско-польские дебаты, нежели, как в предыдущих десятилетиях, когда они были преимущественно польско-еврейскими. По мнению Шафира, многие поляки сегодня готовы столкнуться с непримиримыми до некоторых пор высказываниями, согласно которым «жертва иногда может быть обидчиком», и что намерения нацистов в отношении поляков были бесчеловечными, но всё же отличались от плана «окончательного решения еврейского вопроса».
Национал-коммунизм, который имел место в некоторых коммунистических странах, присутствовал и в Польше. В 1956 году после Польского Октября вернулся к власти Владислав Гомулка, чьё назначение в дальнейшем повлияло на появление феномена «эндо-коммунизма» генерала Мечислава Мочара, сочетавшего в себе «ассимиляцию идей с прямой связью с довоенной „Эндецией“» с «пролетарской риторикой» и, таким образом, создающего «своеобразный симбиоз авторитарного коммунизма и шовинистических националистических тенденций», среди которых антисемитизм занимал видное место. В случае Польши (которая, в отличие от союзников Гитлера, сама была жертвой агрессии и истребления), Холокост ставит проблему «конкурентного мученичества» — мученичества собственной нации против мученичества евреев. В случае Польши политики, учёные и католическая церковь имеют дело с наследием неинституционализированного, широкомасштабного народного антисемитизма, а также с наследием частично институционализированного антисемитизма таких организаций, как «Энденция». В этих обстоятельствах у многих поляков возникает стремление заняться тем или иным оттенком сравнительной тривиализации.
«Национальный коммунизм, хотя он может показаться политическим оксюмороном, всё больше становился нормой к 1970-м и, конечно, к 1980-м годам, когда марксистско-ленинские режимы стремились удержать власть перед лицом рушащейся политической легитимности». Когда сила против гражданского общества оказывалась недостаточной, влияние изменения восприятия было шире и в конечном итоге отражалось в возросшей готовности соответствующего государственного устройства столкнуться с бременем собственного прошлого.
Это, очевидно, польский случай, и он отражает влияние Комитета защиты рабочих (KOR) и позднее «Солидарности» на польско-еврейские отношения. Нигде в Восточной Европе после 1989 года не было такой готовности учёных и интеллектуалов решать деликатные вопросы, связанные с Холокостом, как в Польше. Что, конечно, не означает, что национальная сверхчувствительность была полностью преодолена, как будет описано далее.

### Польское уклончивое отрицание
Отлично иллюстрирует уклончивое отрицание реакция на публикацию (в 2000 году в Польше, в 2001 году на Западе) отчёта Яна Т. Гросса о резне в июле 1941 года их польскими соседями еврейской общины из 1600 человек в Едвабне. Памятник, установленный на этом месте коммунистами в 1960-х годах, признал еврейскую идентичность жертв, но утверждал, что «гестаповцы и гитлеровские жандармы сожгли заживо 1600 человек». Аналогичная надпись была установлена в Радзилуве — городке неподалёку, где поляки также убили около тысячи евреев — «погибли от руки фашистов». Мемориал в Едвабне был заменён в 2001 году другим памятником в ходе церемонии, бойкотированной не только населением города (за исключением его мэра), но и католической церковью. Причиной бойкота стало непризнание факта совершения преступления поляками. На церемонии присутствовал президент Александр Квасьневский, который извинился за преступление «как гражданин и как президент Республики Польша». Но новый мемориал по-прежнему избегал выявления мотивов. Он установлен «в память о евреях Едвабне и окрестностей, мужчинах, женщинах и детях, земляках этой земли, убитых и сожжённых заживо на этом месте 10 июля 1941 года». Накануне церемонии западные СМИ сообщили, что вывеска на двери продуктового магазина в Едвабне гласила: «Мы не приносим извинений. Это немцы убивали евреев в Едвабне. Пусть клеветники извинятся перед польским народом». Её подписал «Комитет защиты доброго имени Польши» — организация, близкая к ультраконсервативной партии «Лига польских семей».
Уклончивое отрицание вызвано также стремлением политиков к немедленной или кратковременной популярности. Поэтому неудивительно, что они могут колебаться и даже противоречить себе в своих заявлениях по поводу Холокоста. Каждое заявление направлено на удовлетворение насущных потребностей часа. Бывший президент Польши Лех Валенса, например, в очевидно спонтанном дополнении к своей заранее подготовленной речи, обращаясь к израильскому Кнессету в 1991 году, добавил: «Пожалуйста, простите нас», вызвав аплодисменты депутатов израильского парламента, но также и гнев многих из его земляков.
В 1995 году Польша отмечала пятидесятую годовщину освобождения Освенцима. Председательствуя на церемониях в Ягеллонском университете утром 26 января, а во второй половине дня на собрании лауреатов Нобелевской премии мира, Валенса не сделал никаких конкретных упоминаний о евреях или Холокосте. Тем временем надпись в Освенциме изменилась, но не менталитет избирателей, воспитанных в убеждении, что Холокост был направлен, прежде всего, против польской нации. Хорошо описывает отношение поляков к еврейской жертве опрос общественного мнения в 1995 году, по которому 47 % считали, что Освенцим в первую очередь место польского мученичества, и лишь 8 % придерживались мнения о том, что большинство жертв были евреями.

## История и случаи поддержки отрицания
За короткое время отрицание Холокоста в Польше нашло поддержку сначала в маргинальных слоях общества, а затем и в правом академическом истеблишменте. Развитие школы отрицания менее популярно в Польше из-за существования на её территории бывших концентрационных лагерей. Этот факт сдерживал, но не исключал возможность появление такого движения. Крайне правое политическое движение, которое основывается в основном на антисемитских настроениях, вновь появилось в Польше лишь в середине 1980-х годов через почти 50 лет отсутствия, а десять лет спустя оно включило в свою программу открытое отрицание Холокоста наравне с признанием классической антисемитской фальшивки — «Протоколов сионских мудрецов».
Отрицатели Холокоста в Польше в большей мере представлены обычными для Европы группами — ультраправыми партиями, в основном состоящими из неонацистов. Но кроме того, с ростом популярности ревизионизма в Польше, отрицатели появлялись и среди академических кругов.

### Инцидент в энциклопедии PWN
Раздел «Гитлеровские концентрационные лагеря» (пол. «Obozy koncentracyjne hitlerowskie»), вошедший в 8-й том Большой всеобщей энциклопедии PWN (WEP) редакции 1966 года, стал поводом для антисемитских нападок на редакцию и обострения внутрипартийных конфликтов в ПОРП. В этом разделе содержались некоторые ошибки (только частично обусловленные уровнем знаний того времени), которые «Фракция партизан» использовала как повод для нападок на редакцию WEP, а косвенно и на фракцию пулавян. Редакцию обвинили в преуменьшении мученичества польского народа и преувеличении страданий еврейского населения. Новая версия раздела, озаглавленная «Гитлеровские лагеря» (пол. Obozy hitlerowskie) и уже не содержащая обсуждаемого разделения на концентрационные лагеря и лагеря смерти, была приложена отдельным листом к 11-му тому 1968 года и включена в «Приложение» (13-й том 1970 года).

### «Национальное возрождение Польши»
«Национальное возрождение Польши» (NOP) — политическая партия, которая считает себя «воплощением довоенной партии „Национально-радикальный лагерь“», и возглавляемая Адамом Гмурчиком, выпускником исторического факультета. Численность партии около 1000 человек, в основном это агрессивные неонацисты-скинхеды. В 1994—1995 годах партия начала кампанию по отрицанию Холокоста, подключив к ней свой журнал «Щербец». Одной из первых публикаций «Щербеца» была статья Дэвида Ирвинга «Я не верю в Холокост», сопровождаемая вступительными замечаниями Гмурчика, а сама публикация получила материальную поддержку от американской организации «Польский исторический институт» под главенством Мирослава Драгана, чья главная задача — отрицание Келецкого погрома 1946 года. В последующих номерах «Щербеца» появилось больше материалов, отрицающих Холокост, включая переводы «отчёта Лейхтера» (Szczerbiec 10/1995) и брошюры Института пересмотра истории (Szczerbiec 3—5/1997), в которой с сарказмом и насмешками отнеслись к жертвам Освенцима. Постепенно подобные публикации стали отличительной чертой «Щербеца».
В 1997 году варшавский Национально-радикальный институт (фактически часть NOP) опубликовал книгу под названием «Миф о Холокосте» — первая книга партии. Эта книга содержала переведённые статьи самых влиятельных отрицателей Холокоста в Западной Европе и Соединённых Штатах, таких как Робер Фориссон, Марк Вебер, Фред Лейхтер и других. Также в книге был один «оригинальный» польский материал от Мацея Пшебиндовского, постоянного автора газеты «Щербец», который пытался опровергнуть подлинность дневника Анны Франк. В книге утверждалось, что в июле 1997 года «группа исследователей из Национально-радикального института» проводила полевые исследования в Освенциме-Биркенау и пришла к выводу, что убивать людей в газовой камере лагеря было невозможно. В подтверждение своей диссертации они подготовили серию фотографий.
Сам Гмурчик, который также является главным редактором «Щербеца», отрицал что его партия является нацистской, но заявлял о своей поддержке ревизионистской программы. Собственный интерес Гмурчика к ревизионизму был проиллюстрирован статьёй (Szczerbiec 4/1995), основанной на материалах CEDADE — испанской организации поклонников Гитлера.

### Болеслав Тейковский
Болеслав Тейковский — бывший лидер неофашистского «Польского национального братства». Тейковский высказывал мнение, что Холокост являлся еврейским заговором, благодаря которому у евреев появилась возможность прятать своих потомков в монастырях во время Второй мировой войны, чтобы они могли креститься и захватить Церковь изнутри. Также он утверждал, что благодаря такому методу польский Папа Иоанн Павел II (Кароль Войтыла) стал католическим священником, изначально будучи евреем. Кроме того, по мнению Тейковского, вся посткоммунистическая власть в Польше состояла из евреев и «тайных евреев». В 1995 году он был приговорён к двум годам условно за оскорбление «польских властей, еврейского народа, Папы Римского и епископата».

### Дэвид Ирвинг и издательства

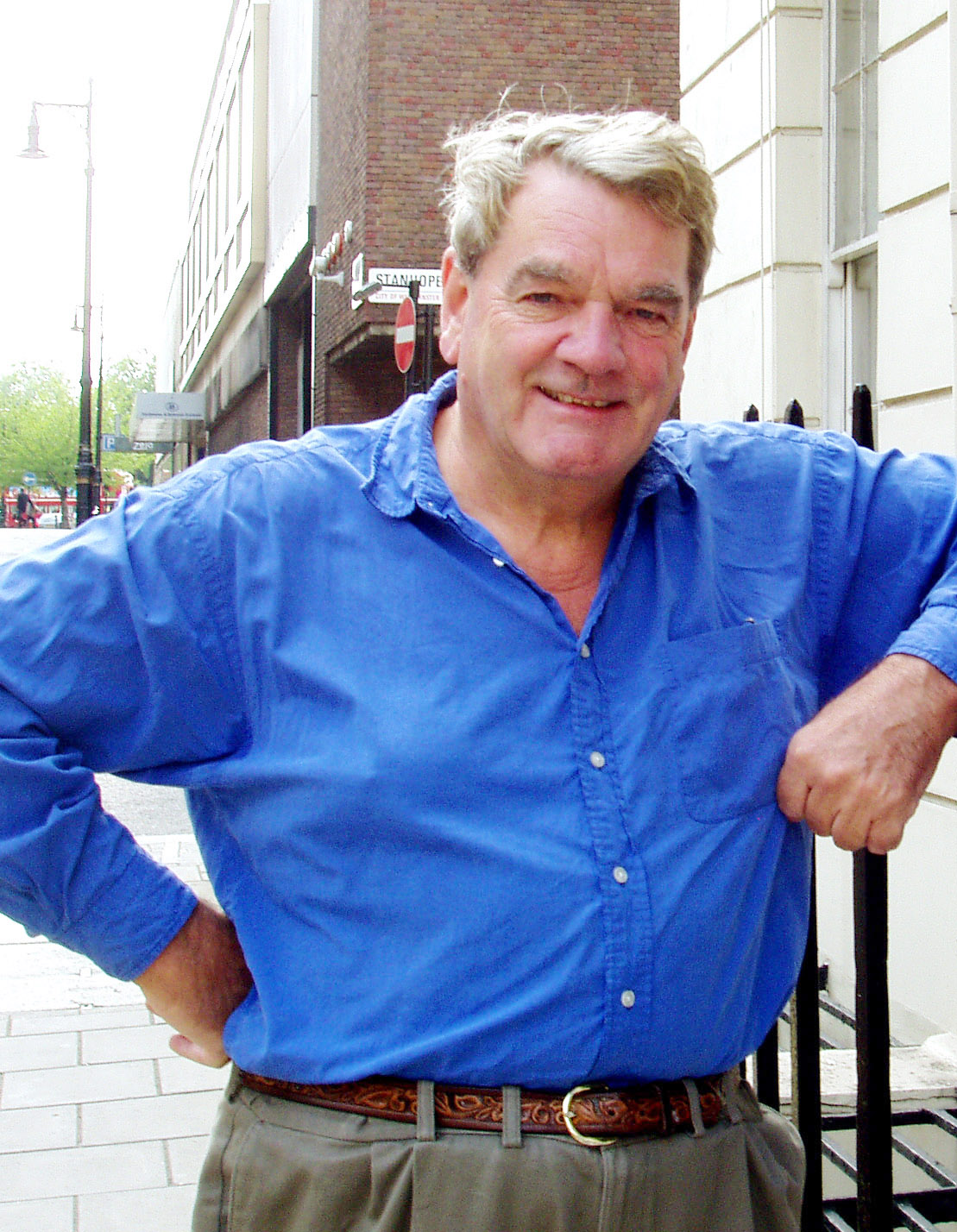
Дэвид Ирвинг в 2004 году

Тенденция подъёма польского ревизионизма стала намного сильнее после дальнейших публикаций переводов произведений Дэвида Ирвинга, которые получали похвалу не только от маргинальных и экстремистских изданий, но и от основной прессы. «Война Гитлера» была опубликована в Варшаве в 1996 году частным издательством «Прима». Предисловие к этому изданию было написано польским историком, профессором Чеславом Мадайчиком, имевшим репутацию авторитетного специалиста по истории немецкой оккупации в Польше во время Второй мировой войны. Мадайчик мягко раскритиковал Ирвинга за его политические симпатии, но тем не менее рекомендовал его как историка. Два года спустя Мадайчик написал несколько более осторожное предисловие к биографии Йозефа Геббельса, написанной Ирвингом. По происхождению Мадайчик не принадлежит к крайне правым: он много лет был председателем коммунистической партийной организации в Институте истории науки. Некоторые полагают, что он просто политически наивен, но нет никаких сомнений, что именно он виноват в том, что придал ревизионистам видимость академической респектабельности. Появление книг Ирвинга в польских книжных магазинах было с энтузиазмом встречено крайне правыми изданиями, но некоторые ведущие газеты (например, правоцентристская ежедневная газета Rzeczpospolita) также дали ему положительные отзывы. Богуслав Волощаньский, звезда популярной польской телевизионной программы о современной истории, объявил своим зрителям, что Ирвинг «возможно, противоречивый человек», но его стоит прочитать. Вновь обретённая респектабельность Ирвинга была ещё раз продемонстрирована, когда Стефан Несёловский, ведущий проправительственный депутат правого толка, процитировал его как авторитетного человека в статье в защиту испанского генерала Франко на страницах «Газеты Выборчей», крупнейшей ежедневной газеты Польши.
Отрицание Холокоста также нашло поддержку среди редакторов крайне правого журнала «Stanczyk», рупора небольшой «Партии реальной политики», входящей в правящий правый альянс AWS. Томаш Габис, редактор журнала «Stanczyk» и член партии, написал длинные статьи против «религии Холокоста», цитируя таких авторов, как Ирвинг и Фориссон. Взгляды Габиса, в свою очередь, были повторены «Fronda», модным правым журналом, спонсируемым Министерством культуры. Ревизионизм проник даже в анархистские издания. «Mać Pariadka», главный анархистский форум Польши, опубликовал статью под названием «Свобода слова для фашистов», в которой автор, Ярослав Томасевич, до недавнего времени известный активист крайне правых сил, цитировал Мадайчика, чтобы доказать, что Ирвинг должен относиться серьёзно к своему делу. Другая анархистская газета «An Arche» регулярно публикует материалы антисемита-психопата Адриана Никиэля, который также отрицает Холокост в своём собственном журнале Rojalista Pro Patria. Однако музей Освенцима не согласился с растущей общественной терпимостью к «ревизионизму» и отказал Ирвингу в доступе к своим архивам, когда он запросил его летом 1998 года при поддержке продюсера BBC. В музее решили, что «псевдоисторику» не следует использовать архивы в пропагандистских целях. Крайне правая католическая ежедневная газета «Nasz Dziennik» решительно поддержала просьбу Ирвинга и раскритиковала решение музея.

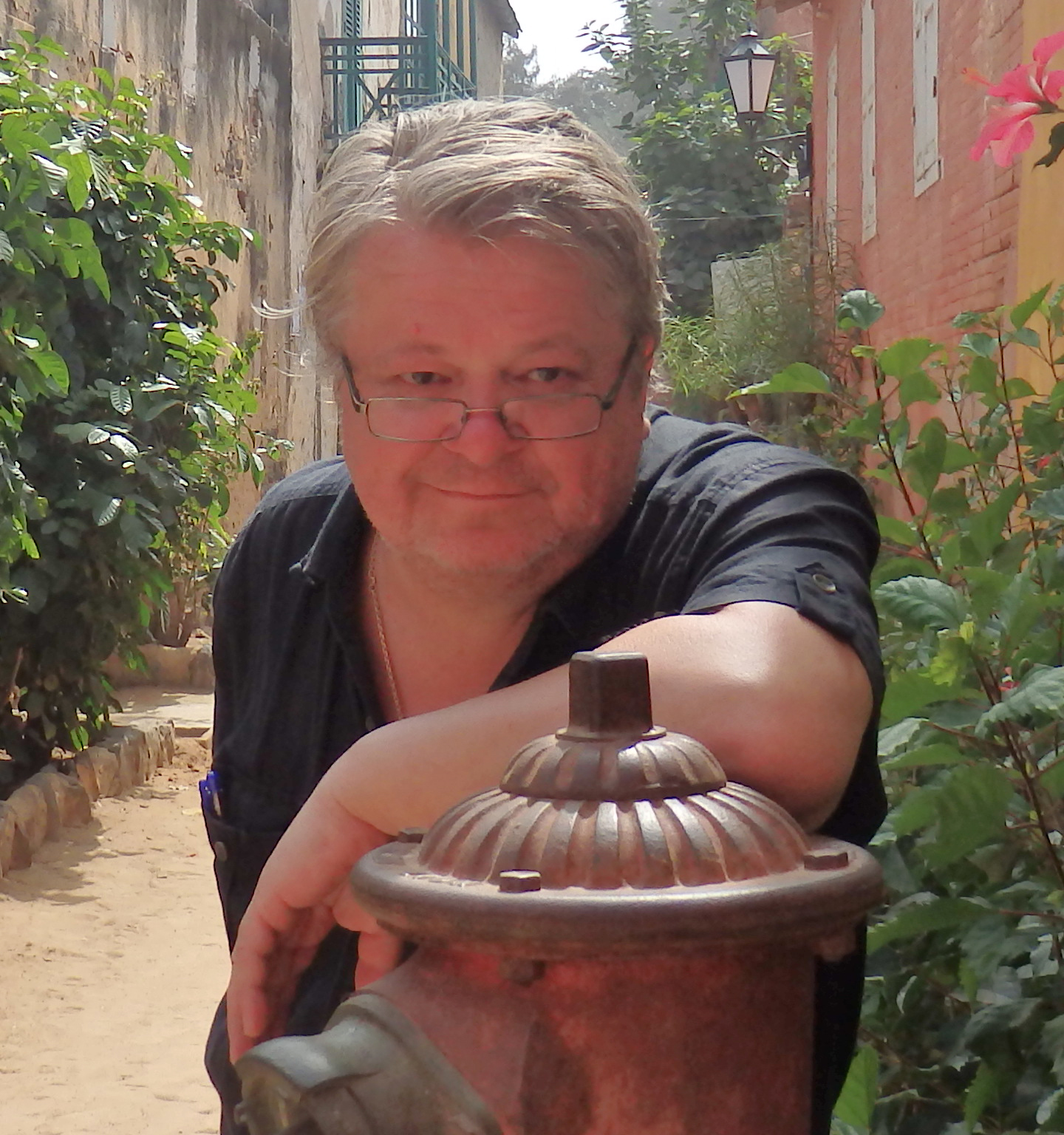
Лешек Бубель

### Лешек Бубель и «Миф о Холокосте»
Следующий прорыв радикального исторического ревизионизма в Польше произошёл осенью 1998 года, когда Гмурчик заключил сделку с издателем бульварной прессы Лешеком Бубелем. Бубель — теневой бизнесмен, который был лидером печально известной антисемитской кампании «защитников креста» в Освенциме. «Миф о Холокосте» был переиздан Бубелем в карманном формате и появился в большом количестве почти в каждом киоске страны. На буклете был изображён символ тигра — старый логотип популярного исторического сериала для подростков. Вскоре за ним последовали другие антисемитские книги по типу «Протоколов сионских мудрецов». Доступность публикаций Бубеля, которые распространяла государственная компания «Рух», была такова, что отрицание Холокоста впервые достигло по-настоящему массовой аудитории. По оценкам, было продано 30 000 экземпляров «Мифа о Холокосте». Бубель также пропагандировал отрицание Холокоста через свой популярный ежемесячный журнал «Tyłko Polska». В то время Nigdy Więcej («Никогда больше») было единственным изданием, регулярно отслеживавшим развитие отрицания Холокоста в Польше. Видя повод для тревоги, оно неофициально обратилось в Польское историческое общество с просьбой чётко и публично осудить ревизионистские аргументы. Но тогда общество не отреагировало.

### Дело Дариуша Ратайчака
Общественное мнение больше не могло игнорировать эту проблему, когда в марте 1999 года вышла первая ревизионистская книга польского университетского историка, преподавателя университета в Ополе, кандидата наук Дариуша Ратайчака из крайне правой «Национальной партии» (SN). Его книга под названием «Опасные темы» («Tematy niebezpieczne») была полна антисемитских теорий, например, утверждения о том, что немецкая нацистская элита состояла из евреев. В неё также была включена глава, специально посвящённая отрицанию Холокоста. Он называл Холокост «свидетельством очевидца», «бесполезным», и охарактеризовал писателей о Холокосте как «последователей религии Холокоста», которые навязывают другим «ложный образ прошлого». Он также пренебрежительно отозвался о 6 миллионах евреев, погибших в Холокосте, и сократил их число до 3 миллионов. Тогда было выпущено 350 экземпляров.
После публикации новости в «Газете», раскрывшей содержание книги, музей Освенцима получил экземпляр произведения Ратайчака и проинформировал об этом председателя Комиссии по исследованию преступлений против польского народа профессора Витольда Кулешу, который, в свою очередь, проинформировал прокуратуру. Закон об Институте национальной памяти был принят в 1997 году и включает положение против тех, кто отрицает преступления против человечности, совершённые нацистами и сталинскими коммунистами на территории Польши. Профессор Кулеша, который был ведущим сторонником этого правового положения, признал, что он никогда не ожидал, что закон против отрицания Холокоста может быть использован против польского автора. Закон предусматривает штраф или тюремное заключение сроком до трёх лет за распространение отрицания преступлений нацизма или коммунизма. Прокуратура обвинила Ратайчака в нарушении этого закона.
Однако в декабре 1999 года опольский суд прекратил дело на основании «незначительной степени социального вреда действия». Приговор вызвал резонанс. В общенациональном опросе, проведённом политическим еженедельником «Wprost», 84 % заявили, что не согласны с решением суда. Две основные либеральные газеты — «Gazeta Wyborcza» и «Rzeczpospolita» — заявили, что Ратайчака не следует преследовать во имя «свободы слова».
С того момента нельзя было утверждать, что отрицание Холокоста в Польше — лишь высказывания одних маргинальных слоёв. Бендера поддержал правый еженедельник «Мысль Польши» и «Najwyzszy Czas!». Первый опубликовал открытое письмо группы правых учёных в защиту «выдающегося историка». Среди тех, кто подписал письмо, был Анджей Щесняк, автор многочисленных школьных учебников по истории, которого самого критиковали за то, что он насаждает тонкий антисемитизм и ксенофобию среди молодёжи. В 2000 году опольский университет уволил Ратайчака, запретив работать преподавателем три года, но почти сразу же ему предложил новую работу профессор Марек Гжелёвский, руководитель частной Высшей школы журналистики в Варшаве, по другой версии — устроился охранником в оптовом магазине алкоголя.

### «Беллона»
Всего через несколько недель после передачи на «Радио Мария» разразился ещё один скандал. «Nigdy Więcej» раскрыла тот факт, что «Беллона» — государственное издательство Министерства обороны — намеревалось опубликовать перевод биографии Германа Геринга, написанной Ирвингом. Возможно, такое решение было принято не без поддержки Бартломея Зборского, главного специалиста NOP по отрицанию Холокоста, который работал старшим редактором в издательстве.
Ранее Ирвинг издавался в Польше небольшими частными издательствами, а в этот раз это был крупный государственный издатель. Статьи, протестующие против причастности «Беллоны» к пропаганде ревизионизма Холокоста, также появились в еврейском журнале «Еврейское слово» и в левом еженедельнике «Przegląd». О скандале были лично проинформированы министр обороны и премьер-министр. Давление общественности вынудило «Беллону» отказаться от своих планов и отменить запланированную рекламную поездку Ирвинга в Польшу весной 2000 года.

### Матеуш Моравецкий и «Право и Справедливость»

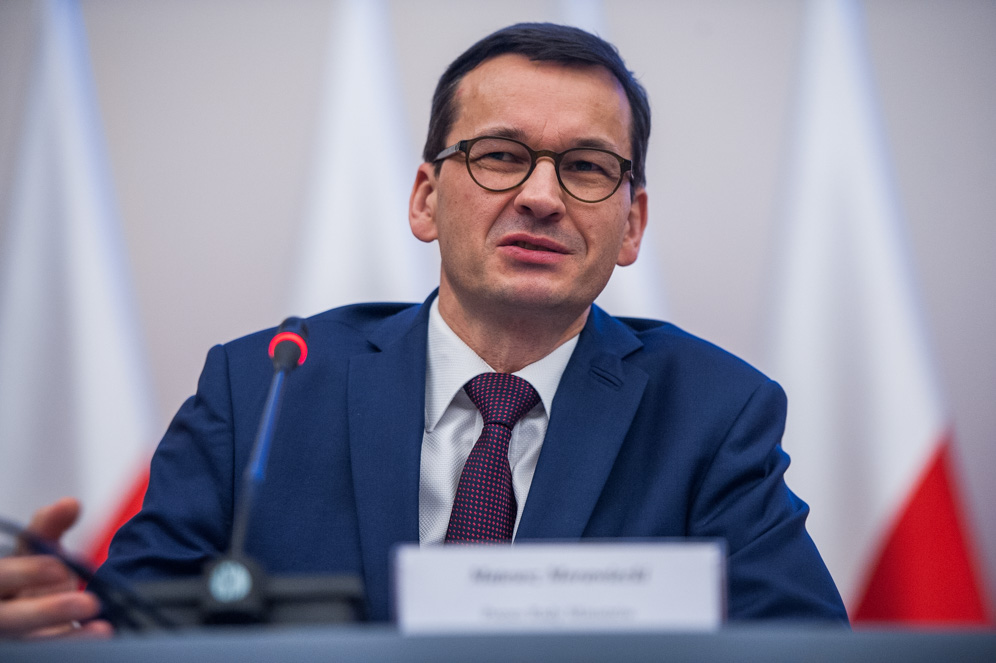
Матеуш Моравецкий в феврале 2018 года на встрече с парламентским клубом «ПиС»

17 февраля 2018 года тогдашний премьер-министр Польши Матеуш Моравецкий на Мюнхенской конференции по безопасности заявил, что «[по новому польскому закону об обвинении поляков в участии в преступлениях во время Холокоста] не будет караться утверждение, что существовали польские виновники преступлений [во время Холокоста] — как существовали еврейские преступники, русские, украинские… не только немецкие виновники преступлений [Холокоста]». Таким выражением он предположил, что виновниками были представители нескольких национальностей, включая евреев. Его замечание вызвало споры и критику со стороны видных израильских политиков, в том числе премьер-министра Израиля Биньямина Нетаньяху и президента Израиля Реувена Ривлина. Кризис был разрешён в конце июня того же года, когда премьер-министры Польши и Израиля выпустили совместное коммюнике, в котором одобрили исследование еврейского Холокоста и осудили выражение «польские концентрационные лагеря».
В 2023 году польская правящая партия «Право и Справедливость» ответила нападками на польского историка Барбару Энгелькинг, директора Польского центра исследований Холокоста, за её публичное заявление о том, что поляки «потерпели неудачу» во время Холокоста, а евреи были «невероятно разочарованы поляками во время войны». Более 300 учёных и учреждений по всему миру выступили с заявлением, осуждающим нападки польского правительства. В одном из писем в поддержку Энгелькинг, подписанном 11 израильскими организациями, осуждаются нападки её критиков на «академическую свободу и исторические факты».
Уже в 2024 году Моравецкий попал в другой конфликт, когда в своём посту в социальной сети «X» назвал единственными ответственными за Холокост только немцев, отрицая любое участие поляков, и при этом подчеркнул важность спасительной деятельности последних. «Чушь относительно какой-либо совместной ответственности польского народа за Холокост должна прекратиться раз и навсегда!» — заявил он, подтвердив свою позицию, что Польша и её граждане сыграли героическую роль в этой тёмной главе истории. Далее он ещё раз подчёркивает важность поляков в спасении евреев: «Евреи, пережившие катаклизм немецкой оккупации, выжили благодаря полякам», а также отметил значимость деревьев Праведников народов мира в Яд ва-Шем: «В Саду Праведников в Яд ва-Шем растут тысячи оливковых деревьев в память о тех, кто помогал евреям во время Второй мировой войны. Проверьте, сколько из них посвящено польским гражданам…».

## Борьба с отрицанием
В 1995 году Болеслав Тейковский был приговорён к двум годам условно за свои высказывания, где он наносил оскорбление «польским властям, еврейскому народу, Папе Римскому и епископату».
В Польше, как и в ряде европейских государств, существует закон, запрещающий отрицание Холокоста. В 1998 году правительство Польши приняло «Закон об Институте национальной памяти и комиссии по преследованию преступлений против польской нации». Этот законодательный акт предписывает сбор данных о преступлениях, совершённых в Польше в период нацистской оккупации и коммунистического режима. Также он включает положения о различных формах отрицания и искажения фактов истории Холокоста.
В 1999 году Дариуш Ратайчак опубликовал книгу под названием «Опасные темы», в которой была глава, посвящённая отрицанию Холокоста, что нарушало закон о запрете отрицания Холокоста. За это он был уволен из университета в Ополе, а затем — условно осужден.
В 2016 году кабинет министров Польши одобрил законопроект, устанавливавший наказание в виде тюремного заключения для лиц, называющих нацистские концлагеря на территории оккупированной Польши «польскими». Утверждение о пособничестве поляков нацистам в процессе уничтожения евреев также приравнялось к уголовному преступлению. 23 декабря 2016 года согласно решению Апелляционного суда Кракова немецкий телеканал ZDF должен был принести извинения поляку, бывшему узнику Освенцима Каролю Тендере за то, что он неправильно назвал Освенцим «польским лагерем». Несмотря на проигрыш судебного процесса, немецкое общественное телевидение отказалось выполнить решение суда, предписывающее опубликовать исправление этой информации и принести извинения в порядке, указанном в решении суда. Более того, после того, как решение польского суда было приведено в исполнение Национальным судом в Майнце (в соответствии со статьей 36 Регламента Совета Европы), телеканал ZDF также поставил под сомнение решение немецкого суда, ссылаясь на различия между польской и немецкой конституциями. Данное действие противоречило вышеуказанному положению статьи 36 Регламента Совета Европы, которая не предусматривает возможности обжалования окончательного решения суда государства-члена Европейского Союза национальным судом другой страны ЕС.
В 2024 году был проведён обыск в штаб-квартире местного издательства в Ченстохове. В ходе обыска было изъято 11 экземпляров и 83 обложки издания Дариуша Ратайчака, содержание которого нарушало закон об отрицании Холокоста. Кроме того, были изъяты копии и других произведений Ратайчака из-за подозрения на возможное «отрицание в них факта массовых убийств людей еврейского происхождения».

### Поправка к «Закону об Институте национальной памяти»
В январе 2018 года правительство Польши приняло поправку к «Закону об Институте национальной памяти», осуждающую попытки «вопреки фактам» приписать «народу или государству Польши участие или соучастие» в нацистских преступлениях. В первоначальной формулировке поправка криминализировала подобные деяния, однако в июне правительство перевело их в разряд гражданских правонарушений. Оппоненты PiS указывали на отсутствие необходимости в таком регулировании, поскольку, по их мнению, не было никаких обвинений в том, что польское государство или народ несёт ответственность за создание нацистских концентрационных лагерей. Были отдельные случаи использования фразы «польские лагеря смерти», например, Бараком Обамой, но они были результатом не возложения ответственности на поляков, а неуклюжего обозначения лагерей по территории, на которой они были созданы. Подобные высказывания обычно заканчивались извинениями со стороны человека, необдуманно употребившего эту фразу. При этом словосочетание «польские лагеря смерти» в законе напрямую не упоминается. Однако положения были сформулированы таким образом, что иногда их понимают как отход от ранее проводившегося описания истории поляков, отличавшегося научной честностью, в пользу прославления их истории. Судебное разбирательство по этому акту было встречено непониманием за пределами Польши и вызвало критическую реакцию со стороны международного сообщества, которую назвали имиджевой катастрофой и «польской одержимостью», в результате чего последовало нарушение стратегического союза Польши с США и ухудшение отношений с Израилем и Украиной. Закону также приписывают стимулирование антисемитских настроений в Польше, в том числе публикации в Интернете о «сионистах». Действия польского парламента журналисты сравнили с отрицанием геноцида армян турецкими властями. Этот акт вызвал негативные комментарии со стороны израильских интернет-пользователей, в том числе приписывающих полякам участие в Холокосте. Некоторые польские СМИ утверждали, что «в третьих странах существуют положения, аналогичные тем, которые введены поправкой к Закону об Институте национальной памяти».
Тимоти Снайдер — американский историк — называет такую попытку псевдоборьбы «польской одержимостью» и «страхом перед правдой», когда польское правительство всячески пыталось отрицать малейшую причастность польского народа к Холокосту. Он считает, что такие действия лишь привели к распространению термина «польские лагеря смерти», а также выставили Польшу не в лучшем свете.

### Комментарии
1. ↑  польск. Szczerbiec (Щербец) — имя собственное меча, одной из коронационных инсигний польских королей.

### Книги
- Stephen E. Atkins. Holocaust denial as an international movement (англ.). — ABC-CLIO, 2009. — 320 p. — ISBN 978-0-313-34538-8.
- Rafal Pankowski. From Lunatic Fringe to Academia: Holocaust Denial in Poland // Holocaust Denial: The David Irving trial and international revisionism (англ.) / Kate Taylor. — London: Searchlight Educational Trust, 2000. — 100 p. — ISBN 0-9522038-5-5.
- Natalia Sineaeva-Pankowska. Holocaust Memory and Holocaust Revisionism in Poland and Moldova: A Comparison // Antisemitism Today and Tomorrow: Global Perspectives on the Many Faces of Contemporary Antisemitism (англ.) / Mikael Shainkman. — Academic Studies Press, 2018. — 274 p. — ISBN 978-1618117441.
- Michael Shafir. Denying the Shoah in Post-Communist Eastern Europe (англ.) // Holocaust Denial. The Politics of Perfidy  / Edited by Robert Solomon Wistrich. — The Hebrew University Magnes Press, De Gruyter, 2012. — P. 27—66. — ISBN 978-3-11-028814-8. — doi:10.1515/9783110288216.27.
- Rafal Pankowski, Marcin Kornak. Part 7 Poland, Racist Extremism in Central and Eastern Europe // Routledge studies in extremism and democracy (англ.) / Cas Mudde. — London: Routledge, 2005. — 314 p. — ISBN 0-415-35593-1.

### Статьи
- Энциклопедия Холокоста — Отрицание Холокоста: Хронология // USHMM : сайт. — 2021.
- Maciej T. Nowak. Auschwitz — Winny kłamstwa oświęcimskiego (пол.) // Auschwitz : сайт. — 2001.
- Agnieszka Rybak. Rzeczpospolita — Historia doktora Ratajczaka (пол.) // Rzeczpospolita : сайт. — 2010.
- Michael Shafir. Between Denial and «Comparative Trivialization»: Holocaust Negationism in Post-communist East Central Europe (англ.) // Hebrew University of Jerusalem, Vidal Sassoon International Center for the Study of Antisemitism. — 2002. — Iss. 19. — P. 83. — ISSN 0792-9269.
- Sławomir Buryła. Marzec a Zagłada – płaszczyzny spotkania (пол.) // Studia Judaica. — 2019. — Nr 2 (44). — S. 305—328. — ISSN 0792-9269. — doi:10.4467/24500100STJ.19.014.12397.
- Jerzy Baczyński. Zaprzęg demonów (пол.) // Polityka. — 2018. — Nr 6 (3147). — S. 6—7.
- Jan Tomasz Gross, Rafał Kalukin. Świat doceniał Polskę (пол.) // Polityka. — 2018. — Nr 6 (3147). — S. 8.
- Timothy Snyder, Sławomir Sierakowski. Strach przed prawdą (пол.) // Polityka. — 2018. — Nr 6 (3147). — S. 12—14.
- Łukasz Wójcik. Ministerstwo Spraw Narodowych (пол.) // Polityka. — 2018. — Nr 6 (3147). — S. 10.